# Ми дивно зустрілися (фільм, 1990)
«Ми дивно зустрілися» («Мы странно встретились») — радянський художній фільм 1990 року, знятий режисером Дмитром Долініним.

## Сюжет
Рік тому на цій же лавці вони познайомилися, він представився Юрою. Вночі Юра кинув Віру, пообіцявши, що скоро повернеться. Тепер, через рік, він не впізнав її, сказав, що звуть Миколою, потім Олексієм. Але Віра все ще на щось сподівається…

## У ролях
- Ірина Муравйова — Віра
- Олександр Калягін — Він

## Знімальна група
- Режисер — Дмитро Долінін
- Сценарист — Олександр Гельман
- Оператор — Лев Колганов
- Художник — Михайло Герасимов
- Продюсер — Ада Стависька